# Acini di pepe (pasta)
Acini di pepe [ˈaːtʃini di ˈpeːpe] er en form for pasta. Navnet er italiensk, og betyder "peberfrø". Pastaen er kendt som et symbol på frugtbarhed, hvorfor den bl.a. bruges i italiensk bryllupssuppe. Pastaen omtales også nogle gange som pastina (italiensk for "lille dej"); dog skelner nogle pastaproducenter mellem pastaformerne, hvor pastina er en smule mindre end acini di pepe. De enkelte stykker ligner normalt små cylindre på omkring 1 mm i både højde, bredde og længde.
Acini di pepe fungerer godt i både supper og kolde salater. Traditionelt benyttes det i italiensk bryllupssuppe. Frog's eye-salat er en amerikansk kold salat, der kombinerer pastaen med pisket topping, skumfiduser, ananas og mandarin.